# Porównanie aplikacji obsługujących OpenDocument
Porównanie aplikacji obsługujących OpenDocument – artykuł przedstawia listę aplikacji obsługujących format OpenDocument.

## Edytory tekstu
|                         | Od wersji | System operacyjny             | Zestaw biurowy                       | Wykonawca                      | Licencja     | Uwagi              |
| ----------------------- | --------- | ----------------------------- | ------------------------------------ | ------------------------------ | ------------ | ------------------ |
| AbiWord                 | 2.4.2     | Windows, macOS, Linux, Unix   | GNOME Office lub samodzielnie        | AbiSource                      | GPL          |                    |
| IBM Workplace Documents | 2.5       | każdy (aplikacja internetowa) | IBM Workplace Collaboration Services | IBM                            | własna       |                    |
| KWord                   | 1.4       | Linux, Unix, Haiku            | KOffice                              | KDE Project                    | LGPL / GPL   |                    |
| LibreOffice Writer      | 3.3       | Windows, Linux, macOS         | LibreOffice                          | The Document Foundation        | MPL          |                    |
| Microsoft Word          | 2007      | Windows                       | Microsoft Office                     | Microsoft                      | własna       |                    |
| NeoOffice Writer        | 2.0       | macOS                         | NeoOffice                            | Patrick Luby i Edward Peterlin | GPL          |                    |
| OpenOffice Writer       | 2.0       | Windows, Linux, macOS, Unix   | OpenOffice                           | OpenOffice                     | LGPL         |                    |
| OpenOffice Writer       | 1.1.5     | Windows, Linux, macOS, Unix   | OpenOffice                           | OpenOffice                     | LGPL / SISSL | tylko importowanie |
| StarOffice Writer       | 8         | Windows, Linux, Solaris       | StarOffice                           | Sun Microsystems               | własna       |                    |
| TextMaker               | 2005      | Windows                       | Beta jest samodzielna                | SoftMaker                      | własna       | tylko importowanie |
| Dokumenty Google        | 2007      | każdy (aplikacja internetowa) | samodzielnie                         | Google                         | własna       |                    |
| WordPerfect X3          | 2007      | Windows                       | Corel WordPerfect Office X3          | Corel                          | własna       |                    |
| Zoho Writer             | 2006      | każdy (aplikacja internetowa) | samodzielnie                         | AdventNet                      | własna       |                    |

## Arkusze kalkulacyjne
|                         | Od wersji | System operacyjny             | Zestaw biurowy                       | Wykonawca                      | Licencja | Uwagi |
| ----------------------- | --------- | ----------------------------- | ------------------------------------ | ------------------------------ | -------- | ----- |
| EditGrid                |           | każdy (aplikacja sieciowa)    |                                      | Team and Concepts              |          |       |
| IBM Workplace Documents | 2.5       | każdy (aplikacja sieciowa)    | IBM Workplace Collaboration Services | IBM                            | własna   |       |
| Gnumeric                | 1.7.0     | Windows, Linux, Unix          | GNOME Office                         | GNOME Office team              | GPL      |       |
| Dokumenty Google        |           | każdy (aplikacja internetowa) | samodzielnie                         | Google                         | własna   |       |
| KSpread                 | 1.4       | Linux, Unix                   | KOffice                              | KDE Project                    | LGPL     |       |
| LibreOffice Calc        | 3.3       | Windows, Linux, macOS         | LibreOffice                          | The Document Foundation        | MPL      |       |
| Microsoft Excel         | 2007      | Windows                       | Microsoft Office                     | Microsoft                      | własna   |       |
| NeoOffice Calc          | 2.0       | macOS                         | NeoOffice                            | Patrick Luby i Edward Peterlin | GPL      |       |
| OpenOffice Calc         | 2.3.0     | Windows, Linux, macOS, Unix   | OpenOffice                           | OpenOffice                     | LGPL     |       |
| Quattro Pro X3          | 2007      | Windows                       | Corel WordPerfect Office X3          | Corel                          | własna   |       |
| StarOffice Calc         | 8         | Windows, Linux, Solaris       | StarOffice                           | Sun Microsystems               | własna   |       |

## Prezentacje
|                         | Od wersji | System operacyjny           | Zestaw biurowy                       | Wykonawca                      | Licencja   | Uwagi |
| ----------------------- | --------- | --------------------------- | ------------------------------------ | ------------------------------ | ---------- | ----- |
| IBM Workplace Documents | 2.5       | każdy (aplikacja sieciowa)  | IBM Workplace Collaboration Services | IBM                            | własna     |       |
| KPresenter              | 1.4       | Linux, Unix                 | KOffice                              | KDE Project                    | LGPL / GPL |       |
| LibreOffice Impress     | 3.3       | Windows, Linux, macOS       | LibreOffice                          | The Document Foundation        | MPL        |       |
| Microsoft PowerPoint    | 2007      | Windows                     | Microsoft Office                     | Microsoft                      | własna     |       |
| NeoOffice Impress       | 2.0       | macOS                       | NeoOffice                            | Patrick Luby i Edward Peterlin | GPL        |       |
| OpenOffice Impress      | 2.3.0     | Windows, Linux, macOS, Unix | OpenOffice                           | OpenOffice                     | LGPL       |       |
| Presentations X3        | 2007      | Windows                     | Corel WordPerfect Office X3          | Corel                          | własna     |       |
| StarOffice Impress      | 8         | Windows, Linux, Solaris     | StarOffice                           | Sun Microsystems               | własna     |       |